# قزل-ییلدیز (شهرستان نوکند)
قزل-ییلدیز (به لاتین: Kyzyl-Jyldyz) یک روستا در قرقیزستان است که در شهرستان نوکند واقع شده‌است. قزل-ییلدیز ۱٬۱۹۴ نفر جمعیت دارد.